# سليمان بدر العالم شاه
السلطان سليمان بدر العالم شاه خليفة المؤمنين بن السلطان عبد الجليل رعاية شاه (11 نوفمبر 1699 - 20 أغسطس 1760) هو السلطان الثاني عشر من سلاطين جوهر وباهانغ وتبعياتهم، حكم من 1722 إلى 1760. نجح في هزيمة المدعي لعرش جوهر، راجا كيشيك الذي حكم جوهر من 1718-1722.

## حكمه
اعتلى سليمان العرش بمساعدة أمراء البوقس بعد أن طردوا راجا كيشيك في عام 1722. وتُوِّج في رياو بلقب «بادوكا سري سلطان سليمان بدر العلم شاه خليفة المؤمنين» في 4 أكتوبر 1722. لم يكن لسليمان شاه تأثير حقيقي يذكر على إدارة دولته. في حين سمح للبوقس بإدارة البلاد. كان تأثير البوقس مهيمناً لدرجة أن السلطان كتب إلى حاكم ملقا الهولندي يطلب منه إنقاذه منهم، ولكن دون جدوى. وظلت هيمنة البوقس على جوهر بلا منازع لعقود.
توفي سليمان شاه في رياو في 20 أغسطس 1760 ودفن في باتانجان، كان لديه سبعة عشر ابنًا وعشر بنات. وقد خلفه ابنه الثاني عبد الجليل معظم شاه.